# Исаев, Сергей Евгеньевич
Сергей Евгеньевич Исаев (20 июля 1968, Москва) — советский и российский футболист, полузащитник.
Воспитанник СДЮСШОР ЦСКА. На профессиональном уровне дебютировал в 1992 году во второй лиге в составе «Титана» Реутов, до этого проведя за команду два сезона в турнире «Футбол России» (1990) и первенстве КФК (1991). В первенстве России играл в первой лиге за «Интеррос» Московский (1993) и «Чкаловец» Новосибирск (1996); во второй и третьей (1994) лигах — за «Спартак» Щёлково (1994—1996) и «Космос» Долгопрудный/Электросталь (1998—2000).
В 1997 году стал бронзовым призёром чемпионате Латвии в составе «Динабурга» Даугавпилс, провёл 4 игры, забил один мяч в Кубке кубков. В 2001 году сыграл один матч за «Гомель» в чемпионате Белоруссии.
С 2010 года играл за «Металлист» Домодедово. Игрок «Национальной мини-футбольной лиги».